# Mundão
Mundão ist eine Gemeinde (Freguesia) im portugiesischen Kreis Viseu. In ihr leben 2410 Einwohner (Stand 19. April 2021).